# Mort pour la France
Mort pour la France (dt.: „Gestorben für Frankreich“) ist ein französischer Rechtsbegriff, der zumeist auf Personen angewandt wird, die in bewaffneten Konflikten im Militärdienst starben.

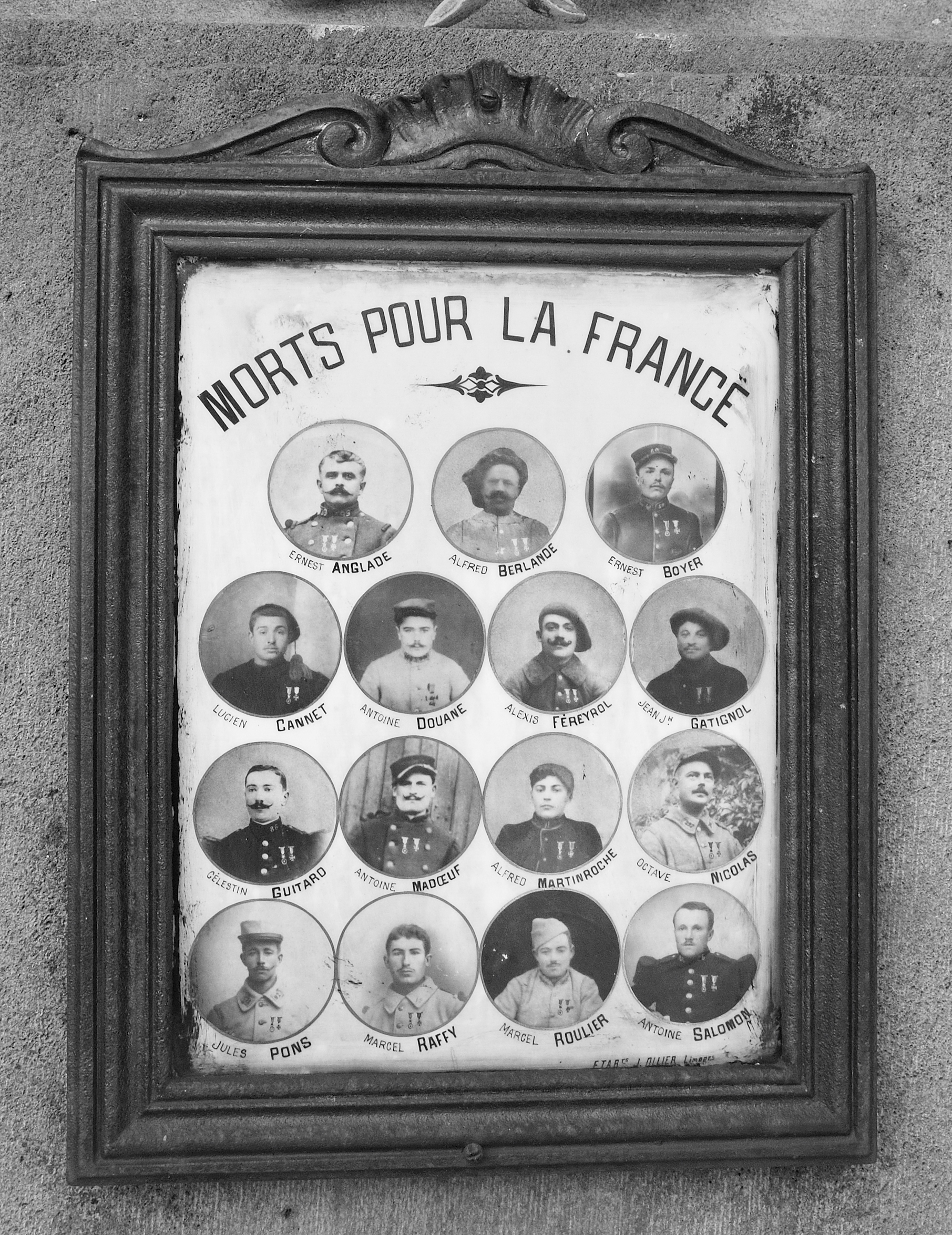
Eine Ehrentafel für gefallene Soldaten aus dem Ersten Weltkrieg am Friedhof Montaigut-le-Blanc

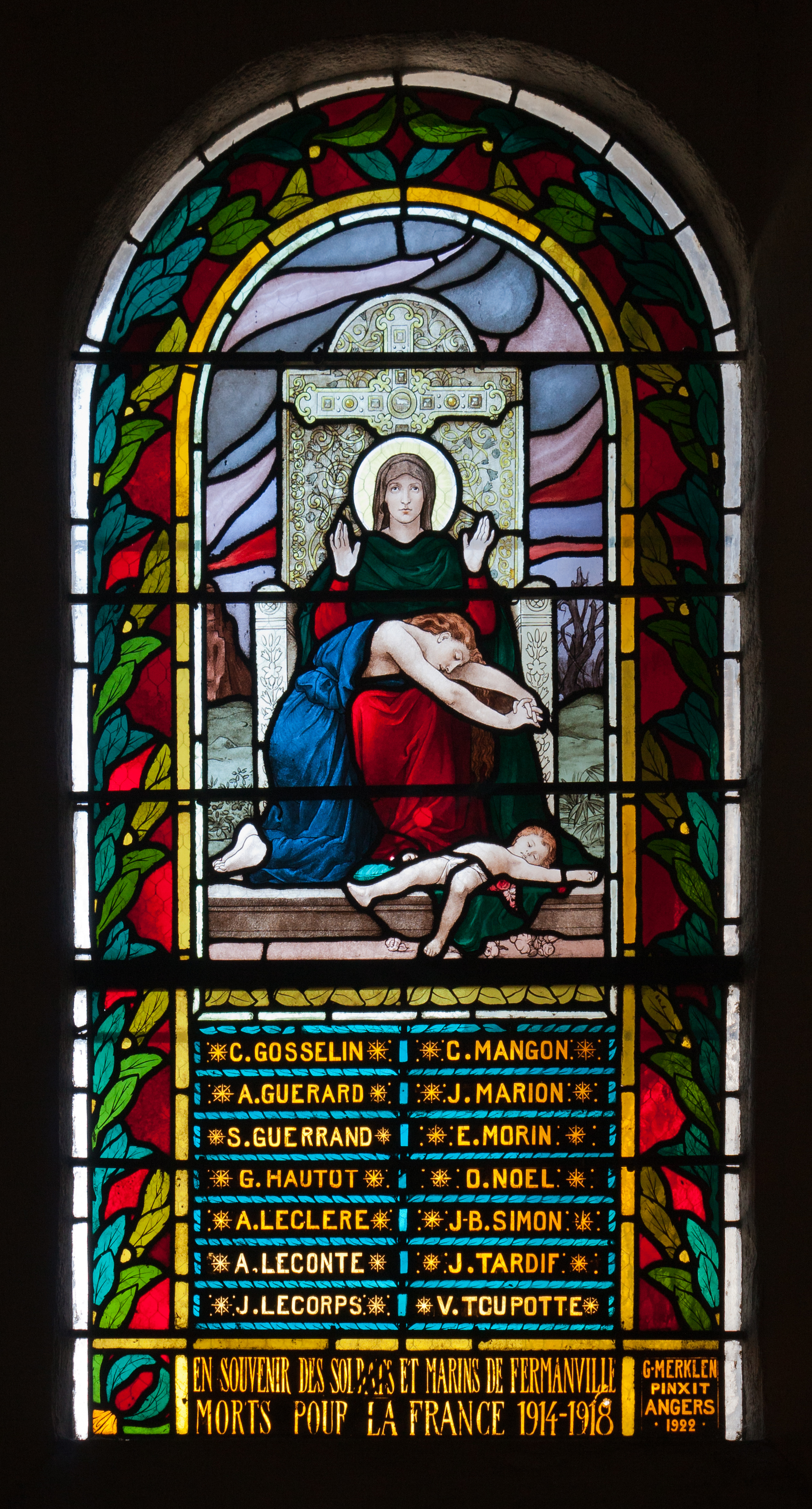
Glasmalerei zu Ehren der Gefallenen des 1. Weltkriegs in Fermanville, 1922 gestaltet von Georges Merklen nach dem Gemälde La vierge consolatrice von William Adolphe Bouguereau.

## Definition
Der Begriff wird in L. 488 bis L. 492 bis des Code des pensions militaires d’invalidité et des victimes de guerre definiert. Er schließt Mitglieder der französischen Streitkräfte ein, die in Kampfhandlungen oder an Verletzungen oder Krankheiten im Ersten Weltkrieg, Zweiten Weltkrieg, Indochinakrieg, Algerienkrieg, bei Kämpfen in Marokko und im Tunesischen Unabhängigkeitskrieg starben. Zum Teil vom Begriff umfasst werden Zivilpersonen, die in diesen Konflikten starben.

## Urheberrecht
Das französische Urheberrecht verlängert das Urheberrecht von Künstlern mit dem Status Mort pour la France um 30 Jahre zusätzlich zu den normalen Schutzfristen. Für ältere Werke sind diese zusätzlich für die Zeit des Ersten Weltkriegs bzw. die Zeit von Beginn des Zweiten Weltkriegs bis 1948 verlängert (vgl. Artikel L. 123-8 bis 123-10).
Die verlängerten Schutzfristen beginnen am 1. Januar nach dem Tod des Urhebers zu laufen und betragen:
- 94 Jahre und 272 Tage für Werke, die vor dem 1. Januar 1921 veröffentlicht wurden;
- 88 Jahre und 120 Tage für Werke, die zwischen 1. Januar 1921 und 31. Dezember 1947 veröffentlicht wurden;
- 80 Jahre für Werke, die nach dem 31. Dezember 1947 veröffentlicht wurden.

Die Werke der ersten Urheber, die dem Status Mort pour la France unterliegen und im Jahr 1914 starben, gelangten mit 1. Oktober 2009 in die domaine public.

## Autoren
Folgende Autoren tragen den Status Mort pour la France:
- Alain-Fournier (1914)
- Jacques Arthuys (1943)
- Guillaume Apollinaire (1918)
- Victor Basch (1944)
- Pierre Brossolette (1944)
- Benjamin Crémieux (1944)
- Louis Codet (1914)
- Joseph Déchelette (1914)
- Jacques Decour (1942)
- Jean Desbordes (1944)
- Robert Desnos (1945)
- Luc Dietrich (1944)
- Benjamin Fondane (1944)
- Maurice Halbwachs (1945)
- Max Jacob (1944)
- Guy de Larigaudie (1940)
- Régis Messac (1945)
- Léon de Montesquiou (1915)
- Irène Némirovsky (1942)
- Georges Politzer (1942)
- Charles Péguy (1914)
- Louis Pergaud (1915)
- André Ruplinger (1914)
- Antoine de Saint-Exupéry (1944)
- Louis de la Salle (1915)
- Albert Thierry (1915)
- Georges Valois (1945)
- François Vernet (1945)
- Jean de la Ville de Mirmont (1914)
- Jean Zay (1944)

## Komponisten
Folgende Komponisten tragen den Status Mort pour la France:
- Jehan Alain (1940)
- Joseph Boulnois (1918)
- Émile Goué (1946)
- Fernand Halphen (1917)
- Maurice Jaubert (1940)
- René Vierne (1918)